# John Guidetti
John Alberto Guidetti (sinh ngày 15-4-1992) là một tiền đạo người Thụy Điển đang chơi cho Alavés. Anh là một trung phong đầy triển vọng của bóng đá châu Âu và có một mùa giải thành công với Feyenoord Rotterdam khi ghi tới 20 bàn chỉ trong 23 trận trong mùa giải 2011-12, góp phần đưa Feyenoord giành vé tới Champions League mùa giải 2012-13.

## Thống kê
Tính đến 16 tháng 3 năm 2019
| Câu lạc bộ               | Mùa giải            | Giải đấu             | Giải đấu      | Giải đấu     | FA Cup        | FA Cup       | League Cup    | League Cup   | Châu Âu       | Châu Âu      | Tổng cộng     | Tổng cộng    |
| Câu lạc bộ               | Mùa giải            | Giải đấu             | Số lần ra sân | Số bàn thắng | Số lần ra sân | Số bàn thắng | Số lần ra sân | Số bàn thắng | Số lần ra sân | Số bàn thắng | Số lần ra sân | Số bàn thắng |
| ------------------------ | ------------------- | -------------------- | ------------- | ------------ | ------------- | ------------ | ------------- | ------------ | ------------- | ------------ | ------------- | ------------ |
| IF Brommapojkarna        | 2008                | Superettan           | 2             | 0            | 0             | 0            | 0             | 0            | 0             | 0            | 2             | 0            |
| IF Brommapojkarna        | Tổng cộng           | Tổng cộng            | 2             | 0            | 0             | 0            | 0             | 0            | 0             | 0            | 2             | 0            |
| Manchester City          | 2010–11             | Premier League       | 0             | 0            | 0             | 0            | 1             | 0            | 0             | 0            | 1             | 0            |
| Manchester City          | Tổng cộng           | Tổng cộng            | 0             | 0            | 0             | 0            | 1             | 0            | 0             | 0            | 1             | 0            |
| IF Brommapojkarna (mượn) | 2010                | Allsvenskan          | 8             | 3            | 0             | 0            | 0             | 0            | 0             | 0            | 8             | 3            |
| Burnley (mượn)           | 2010–11             | Championship         | 5             | 1            | 0             | 0            | 0             | 0            | 0             | 0            | 5             | 1            |
| Feyenoord (mượn)         | 2011–12             | Eredivisie           | 23            | 20           | 0             | 0            | 0             | 0            | 0             | 0            | 23            | 20           |
| Stoke City (mượn)        | 2013–14             | Premier League       | 6             | 0            | 0             | 0            | 0             | 0            | 0             | 0            | 6             | 0            |
| Celtic (mượn)            | 2014–15             | Scottish Premiership | 24            | 8            | 5             | 2            | 4             | 4            | 2             | 1            | 35            | 15           |
| Celta Vigo               | 2015-16             | La Liga              | 35            | 7            | 8             | 5            | —             | —            | —             | —            | 43            | 12           |
| Celta Vigo               | 2016–17             | La Liga              | 20            | 3            | 6             | 1            | —             | —            | 11            | 4            | 37            | 8            |
| Celta Vigo               | 2017–18             | La Liga              | 8             | 0            | 2             | 1            | —             | —            | 0             | 0            | 10            | 1            |
| Celta Vigo               | Tổng cộng           | Tổng cộng            | 66            | 11           | 16            | 7            | —             | —            | 13            | 4            | 95            | 22           |
| Deportivo Alavés (mượn)  | 2017–18             | La Liga              | 17            | 3            | 2             | 0            | —             | —            | 0             | 0            | 19            | 3            |
| Alavés                   | 2018–19             | La Liga              | 16            | 1            | 2             | 0            | —             | —            | 0             | 0            | 18            | 1            |
| Alavés                   | Tổng cộng           | Tổng cộng            | 33            | 4            | 4             | 0            | —             | —            | 0             | 0            | 37            | 4            |
| Tổng cộng sự nghiệp      | Tổng cộng sự nghiệp | Tổng cộng sự nghiệp  | 166           | 47           | 25            | 9            | 5             | 4            | 15            | 5            | 211           | 65           |

### Bàn thắng quốc tế
| #  | Ngày                 | Địa điểm                        | Đối thủ        | Bàn thắng | Kết quả | Giải đấu            |
| -- | -------------------- | ------------------------------- | -------------- | --------- | ------- | ------------------- |
| 1. | 4 tháng 6 năm 2016   | Friends Arena, Solna, Thụy Điển | Wales          | 3–0       | 3–0     | Giao hữu            |
| 2. | 16 tháng 10 năm 2018 | Friends Arena, Solna, Thụy Điển | Slovakia       | 1–0       | 1–1     | Giao hữu            |
| 3. | 18 tháng 11 năm 2019 | Friends Arena, Solna, Thụy Điển | Quần đảo Faroe | 3–0       | 3–0     | Vòng loại Euro 2020 |

## Liên kết
- Lưu trữ ngày 15 tháng 3 năm 2012 tại Wayback Machine Manchester City loanee John Guidetti 18, 3rd in Sweden attacking efficiency table
- imscouting.com profile Lưu trữ ngày 23 tháng 10 năm 2013 tại Wayback Machine
- Dagens Nyheter article

Bản mẫu:Feyenoord squad